# Indonésie aux Jeux olympiques d'été de 2020
L'Indonésie participe aux Jeux olympiques de 2020 à Tokyo au Japon. Il s'agit de sa 16e participation à des Jeux d'été.

## Médaillés
| Sport     | Discipline   | Athlète(s)                    | Performance                                     | Date   |
| --------- | ------------ | ----------------------------- | ----------------------------------------------- | ------ |
| Badminton | Double dames | Greysia Polii Apriyani Rahayu | Chen Qingchen / Jia Yifan Victoire 21-19, 21-15 | 2 août |

| Sport         | Discipline            | Athlète(s)      | Performance | Date       |
| ------------- | --------------------- | --------------- | ----------- | ---------- |
| Haltérophilie | Moins de 61 kg hommes | Eko Yuli Irawan | 302 kg      | 25 juillet |

| Sport         | Discipline            | Athlète(s)               | Performance                        | Date       |
| ------------- | --------------------- | ------------------------ | ---------------------------------- | ---------- |
| Haltérophilie | Moins de 49 kg femmes | Windy Cantika Aisah      | 194 kg                             | 24 juillet |
| Haltérophilie | Moins de 73 kg hommes | Rahmat Erwin Abdullah    | 342 kg                             | 28 juillet |
| Badminton     | Simple hommes         | Anthony Sinisuka Ginting | Kevin Cordón Victoire 21-11, 21-13 | 2 août     |

| Sport         |   |   |   | Total |
| ------------- | - | - | - | ----- |
| Badminton     | 1 | 0 | 1 | 2     |
| Haltérophilie | 0 | 1 | 2 | 3     |
| Total         | 1 | 1 | 3 | 5     |

| Jour       |   |   |   | Total |
| ---------- | - | - | - | ----- |
| 24 juillet | 0 | 0 | 1 | 1     |
| 25 juillet | 0 | 1 | 0 | 1     |
| 28 juillet | 0 | 0 | 1 | 1     |
| 2 août     | 1 | 0 | 1 | 2     |
| Total      | 1 | 1 | 3 | 5     |

| Sexe   |   |   |   | Total |
| ------ | - | - | - | ----- |
| Femmes | 1 | 0 | 1 | 2     |
| Hommes | 0 | 1 | 2 | 3     |
| Total  | 1 | 1 | 3 | 5     |

## Athlètes engagés
| Sport         | Hommes | Femmes | Total |
| ------------- | ------ | ------ | ----- |
| Athlétisme    | 1      | 1      | 2     |
| Aviron        | 0      | 2      | 2     |
| Badminton     | 7      | 4      | 11    |
| Haltérophilie | 3      | 2      | 5     |
| Natation      | 1      | 1      | 2     |
| Surf          | 1      | 0      | 1     |
| Tir           | 0      | 1      | 1     |
| Tir à l'arc   | 3      | 1      | 4     |
| Total         | 16     | 12     | 28    |

## Résultats

### Athlétisme
L'Indonésie bénéficie notamment d'une place attribuée au nom de l'universalité des Jeux. Alvin Tehupeiory dispute le 100 mètres féminin.
| Athlète             | Épreuve        | Tour préliminaire | Tour préliminaire | 1er tour | 1er tour | Demi-finale | Demi-finale | Finale   | Finale   |
| Athlète             | Épreuve        | Temps             | Rang              | Temps    | Rang     | Temps       | Rang        | Temps    | Rang     |
| ------------------- | -------------- | ----------------- | ----------------- | -------- | -------- | ----------- | ----------- | -------- | -------- |
| Lalu Muhammad Zohri | 100 m masculin | Exempté           | Exempté           | 10 s 26  | 5e       | Éliminé'    | Éliminé'    | Éliminé' | Éliminé' |
| Alvin Tehupeiory    | 100 m féminin  | 11 s 89           | 3e                | 11 s 92  | 8e       | Éliminée    | Éliminée    | Éliminée | Éliminée |

### Aviron
| Athlète                          | Compétition                         | Série         | Série | Repêchages  | Repêchages | Quarts de finale | Quarts de finale | Demi-finale    | Demi-finale    | Finale                | Finale |
| Athlète                          | Compétition                         | Temps         | Rang  | Temps       | Rang       | Temps            | Rang             | Temps          | Rang           | Temps                 | Rang   |
| -------------------------------- | ----------------------------------- | ------------- | ----- | ----------- | ---------- | ---------------- | ---------------- | -------------- | -------------- | --------------------- | ------ |
| Mutiara Rahma Putri Melani Putri | Deux de couple poids légers féminin | 7 min 52 s 57 | 6e    | 8 min 3 s 9 | 6e         | Non qualifiées   | Non qualifiées   | Non qualifiées | Non qualifiées | Finale C 7 min 25 s 6 | 17e    |

### Badminton
| Athlète                                        | Compétition   | Phase de groupes                                | Phase de groupes                          | Phase de groupes                               | Phase de groupes | 1/8e de finale                  | Quarts de finale                            | Demi-finales                     | Finale / 3e place                      | Finale / 3e place                   |
| Athlète                                        | Compétition   | Adversaire Score                                | Adversaire Score                          | Adversaire Score                               | Rang             | Adversaire Score                | Adversaire Score                            | Adversaire Score                 | Adversaire Score                       | Rang                                |
| ---------------------------------------------- | ------------- | ----------------------------------------------- | ----------------------------------------- | ---------------------------------------------- | ---------------- | ------------------------------- | ------------------------------------------- | -------------------------------- | -------------------------------------- | ----------------------------------- |
| Jonatan Christie                               | Simple hommes | Mahmoud Victoire 21-8, 21-14                    | Loh Victoire 22-20, 13-21, 21-18          | Non disputé                                    | 1er du gr. G     | Shi Défaite 11-21, 9-21         | Éliminé                                     | Éliminé                          | Éliminé                                | Éliminé                             |
| Anthony Sinisuka Ginting                       | Simple hommes | Krausz Victoire 21-13, 21-8                     | Sirant Victoire 21-12, 21-10              | Non disputé                                    | 1er du gr. J     | Tsuneyama Victoire 21-18, 21-14 | Antonsen Victoire 21-18, 15-21, 21-18       | Chen Défaite 16-21, 11-21        | Cordón Victoire 21-11, 21-13           | Médaille de bronze, Jeux olympiques |
| Gregoria Mariska Tunjung                       | Simple dames  | Thuzar Victoire 21-11, 21-8                     | Tan Victoire 21-11, 21-17                 | Non disputé                                    | 1er du gr. M     | Intanon Défaite 21-12, 21-19    | Éliminée                                    | Éliminée                         | Éliminée                               | Éliminée                            |
| Mohammad Ahsan Hendra Setiawan                 | Double hommes | Ho-shu / Yakura Victoire 21-12, 21-11           | Chia / Soh Victoire 21-16, 21-19          | Choi / Seo Victoire 21-12, 19-21, 21-18        | 1er du gr. D     | Non disputé                     | Kamura / Sonada Victoire 21-14, 16-21, 21-9 | Lee / Wang Défaite 11-21, 10-21  | Chia / Soh Défaite 21-17, 17-21, 14-21 | 4e                                  |
| Marcus Fernaldi Gideon Kevin Sanjaya Sukamuljo | Double hommes | Lane / Vendy Victoire 21-15, 21-11              | Rankireddy / Shetty Victoire 21-13, 21-12 | Lee / Wang Défaite 18-21, 21-15, 17-21         | 1er du gr. A     | Non disputé                     | Chia / Soh Défaite 14-21, 17-21             | Éliminés                         | Éliminés                               | Éliminés                            |
| Greysia Polii Apriyani Rahayu                  | Double dames  | Kuan / Yean Victoire 21-14, 21-17               | Birch / Smith Victoire 21-11, 21-13       | Fukushima / Hirota Victoire 24-22, 13-21, 21-8 | 1er du gr. A     | Non disputé                     | Du / Li Victoire 21-15, 20-22, 21-17        | Lee / Shin Victoire 21-19, 21-17 | Chen / Jia Victoire 21-19, 21-15       | Médaille d'or, Jeux olympiques      |
| Praveen Jordan Melati Daeva Oktavianti         | Double mixte  | Leung / Somerville Victoire 20-22, 21-17, 21-13 | Christiansen / Bøje Victoire 24-22, 21-19 | Watanabe / Higashino Défaite 13-21, 10-21      | 2e du gr. C      | Non disputé                     | Siwei / Yaqiong Défaite 17-21, 15-21        | Éliminés                         | Éliminés                               | Éliminés                            |

### Haltérophilie
| Athlète               | Compétition    | Arraché  | Arraché | Épaulé-jeté | Épaulé-jeté | Total  | Rang                                |
| Athlète               | Compétition    | Résultat | Rang    | Résultat    | Rang        | Total  | Rang                                |
| --------------------- | -------------- | -------- | ------- | ----------- | ----------- | ------ | ----------------------------------- |
| Eko Yuli Irawan       | Moins de 61 kg | 137 kg   | 2e      | 165 kg      | 2e          | 302 kg | Médaille d'argent, Jeux olympiques  |
| Deni                  | Moins de 67 kg | 135 kg   | 10e     | 166 kg      | 9e          | 301 kg | 9e                                  |
| Rahmat Erwin Abdullah | Moins de 73 kg | 152 kg   | 6e      | 190 kg      | 3e          | 342 kg | Médaille de bronze, Jeux olympiques |

| Athlète             | Compétition    | Arraché  | Arraché | Épaulé-jeté | Épaulé-jeté | Total  | Rang                                |
| Athlète             | Compétition    | Résultat | Rang    | Résultat    | Rang        | Total  | Rang                                |
| ------------------- | -------------- | -------- | ------- | ----------- | ----------- | ------ | ----------------------------------- |
| Windy Cantika Aisah | Moins de 49 kg | 84 kg    | 4e      | 110 kg      | 3e          | 194 kg | Médaille de bronze, Jeux olympiques |
| Nurul Akmal         | Plus de 87 kg  | 115 kg   | 5e      | 141 kg      | 5e          | 256 kg | 5e                                  |

### Natation
| Athlète              | Épreuve                     | Séries         | Séries | Finale   | Finale   |
| Athlète              | Épreuve                     | Temps          | Rang   | Temps    | Rang     |
| -------------------- | --------------------------- | -------------- | ------ | -------- | -------- |
| Aflah Fadlan Prawira | 400 m nage libre masculin   | 3 min 55 s 8   | 29e    | Éliminé  | Éliminé  |
| Aflah Fadlan Prawira | 1 500 m nage libre masculin | 15 min 29 s 94 | 27e    | Éliminé  | Éliminé  |
| Azzahra Permatahani  | 400 m 4 nages féminin       | 4 min 54 s 54  | 16e    | Éliminée | Éliminée |

### Surf
| Athlète   | Compétition | Round 1  | Round 1 | Round 2  | Round 2 | Round 3                      | Quart de finale | Demi-finale | Finale / 3e place | Finale / 3e place |
| Athlète   | Compétition | Résultat | Rang    | Résultat | Rang    | Résultat                     | Résultat        | Résultat    | Résultat          | Classement        |
| --------- | ----------- | -------- | ------- | -------- | ------- | ---------------------------- | --------------- | ----------- | ----------------- | ----------------- |
| Rio Waida | Hommes      | 9,96     | 3e      | 11,53    | 2e      | Igarashi Défaite 12,00–14,00 | Éliminé         | Éliminé     | Éliminé           | Éliminé           |

### Tir
| Athlète              | Compétition                  | Qualification | Qualification | Finale   | Finale   |
| Athlète              | Compétition                  | Points        | Rang          | Points   | Rang     |
| -------------------- | ---------------------------- | ------------- | ------------- | -------- | -------- |
| Vidya Rafika Toyyiba | Pistolet à air comprimé 10 m | 622           | 35e           | Éliminée | Éliminée |
| Vidya Rafika Toyyiba | Carabine à 50 m 3 positions  | 1 137         | 37e           | Éliminée | Éliminée |

### Tir à l'arc
| Athlète                                                         | Compétition         | Tour préliminaire | Tour préliminaire | 1er tour                     | 2e tour           | 3e tour                 | Quarts de finale            | Demi-finale      | Finale / 3e place | Rang     |          |
| Athlète                                                         | Compétition         | Score             | Rang              | Adversaire Score             | Adversaire Score  | Adversaire Score        | Adversaire Score            | Adversaire Score | Adversaire Score  | Rang     |          |
| --------------------------------------------------------------- | ------------------- | ----------------- | ----------------- | ---------------------------- | ----------------- | ----------------------- | --------------------------- | ---------------- | ----------------- | -------- | -------- |
| Riau Ega Agatha Salsabila                                       | Individuel hommes,  | 666               | 15e               | Barnes Victoire 7-1          | Wukie Défaite 5-6 | Éliminé                 | Éliminé                     | Éliminé          | Éliminé           | Éliminé  |          |
| Alviyanto Prastyadi                                             | Individuel hommes,  | 658               | 26e               | Taylor Worth Défaite 0-6     | Éliminé           | Éliminé                 | Éliminé                     | Éliminé          | Éliminé           | Éliminé  |          |
| Arif Dwi Pangestu                                               | Individuel hommes,  | 655               | 32e               | Florian Kahllund Défaite 2-6 | Éliminé           | Éliminé                 | Éliminé                     | Éliminé          | Éliminé           | Éliminé  |          |
| Riau Ega Agatha Salsabila Arif Dwi Pangestu Alviyanto Prastyadi | Par équipes hommes, |                   | 1 297             | 15e                          | Non disputé       | Non disputé             | Grande-Bretagne Défaite 0-6 | Éliminés         | Éliminés          | Éliminés | Éliminés |
| Diananda Choirunisa                                             | Individuel femmes,  | 631               | 40e               | Maja Jager Défaite 2-6       | Éliminée          | Éliminée                | Éliminée                    | Éliminée         | Éliminée          | Éliminée |          |
| Riau Ega Agatha Salsabila Diananda Choirunisa                   | Par équipe mixte,   | 1 297             | 15e               | Non disputé                  | Non disputé       | États-Unis Victoire 5-4 | Turquie Défaite 2-6         | Éliminés         | Éliminés          | Éliminés |          |